# Kiesgrube bei Baumbach
Die Kiesgrube bei Baumbach ist eine ehemalige Kiesabbaufläche in der Flussaue der Fulda im hessischen Landkreis Hersfeld-Rotenburg. Noch während der laufenden Auskiesung erfolgten Renaturierungs- und Gestaltungsmaßnahmen, mit dem Ziel, die Uferareale so zu gestalten, dass vielfältige Biotope entstehen können. Um diesen Bereich, der Vögeln Brutstätten, Trittsteine und Nahrungshabitate bietet, dauerhaft zu schützen wurde das Gewässer mit seinen Ufern als Naturschutzgebiet ausgewiesen.

## Geografische Lage
Der Kiessee befindet sich nördlich von Baumbach, einem Ortsteil von Alheim im Landkreis Hersfeld-Rotenburg. Das in einer Fuldaschleife liegende Schutzgebiet wird westlich von der Kreisstraße 68 nach Niederellenbach begrenzt.
Naturräumlich wird der Bereich dem „Rotenburger Fuldatal“ im „Fulda-Werra-Bergland“ des „Osthessischen Berglands“ zugeordnet.

## Unterschutzstellung
Mit Verordnung vom 7. März 1995 des Regierungspräsidiums in Kassel wurde die „Kiesgrube bei Baumbach“ zum Naturschutzgebiet erklärt. Mit der Unterschutzstellung sollte die Kiesabgrabung mit ihren Uferbereichen als Brut, Rast und Nahrungsbiotop für zahlreiche Vogelarten sowie als Lebensraum seltener und gefährdeter Pflanzen- und Tierarten dauerhaft geschützt und durch geeignete Pflegemaßnahmen weiter entwickelt werden. Das Schutzgebiet besitzt eine Größe von 22,96 Hektar, hat die nationale Kennung 1632026 und den WDPA-Code 164074.

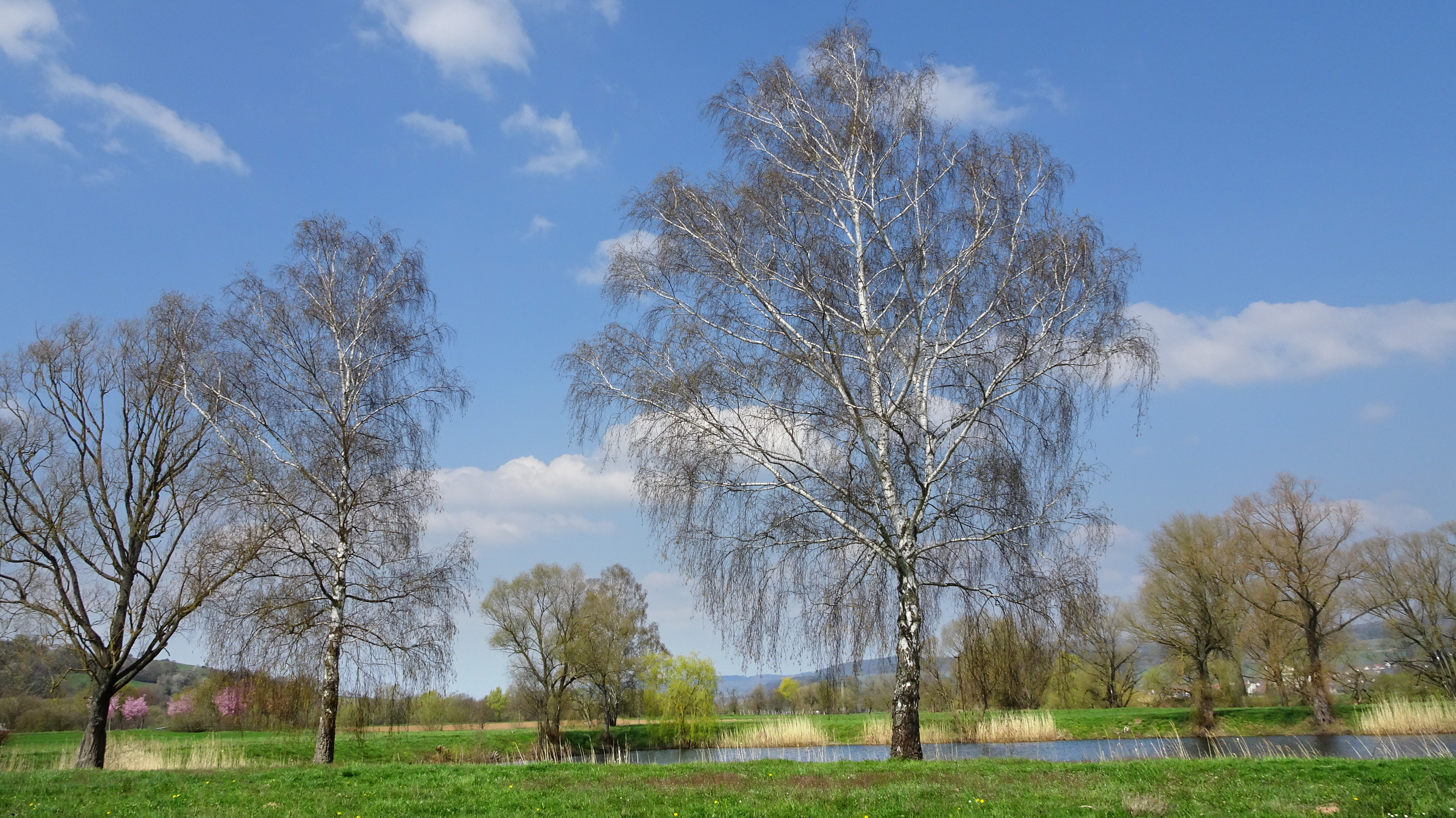
Die Aue bei Baumbach ist Teil des Landschaftsschutzgebiets „Auenverbund Fulda“.

Das Naturschutzgebiet liegt vollständig im Landschaftsschutzgebiet „Auenverbund Fulda“, zu dem Flächen entlang der Fulda in mehreren Landkreisen gehören. Zweck der Unterschutzstellung, des im Jahr 1993 ausgewiesenen Gebiets, ist die Erhaltung der durch unterschiedliche Durchfeuchtungsstufen geprägten Wiesen- und Ufervegetationstypen sowie die Wiederherstellung naturnaher Gewässerabschnitte, durch die Umwandlung von Ackerland in extensiv genutztes Grünland.

## Das Schutzgebiet

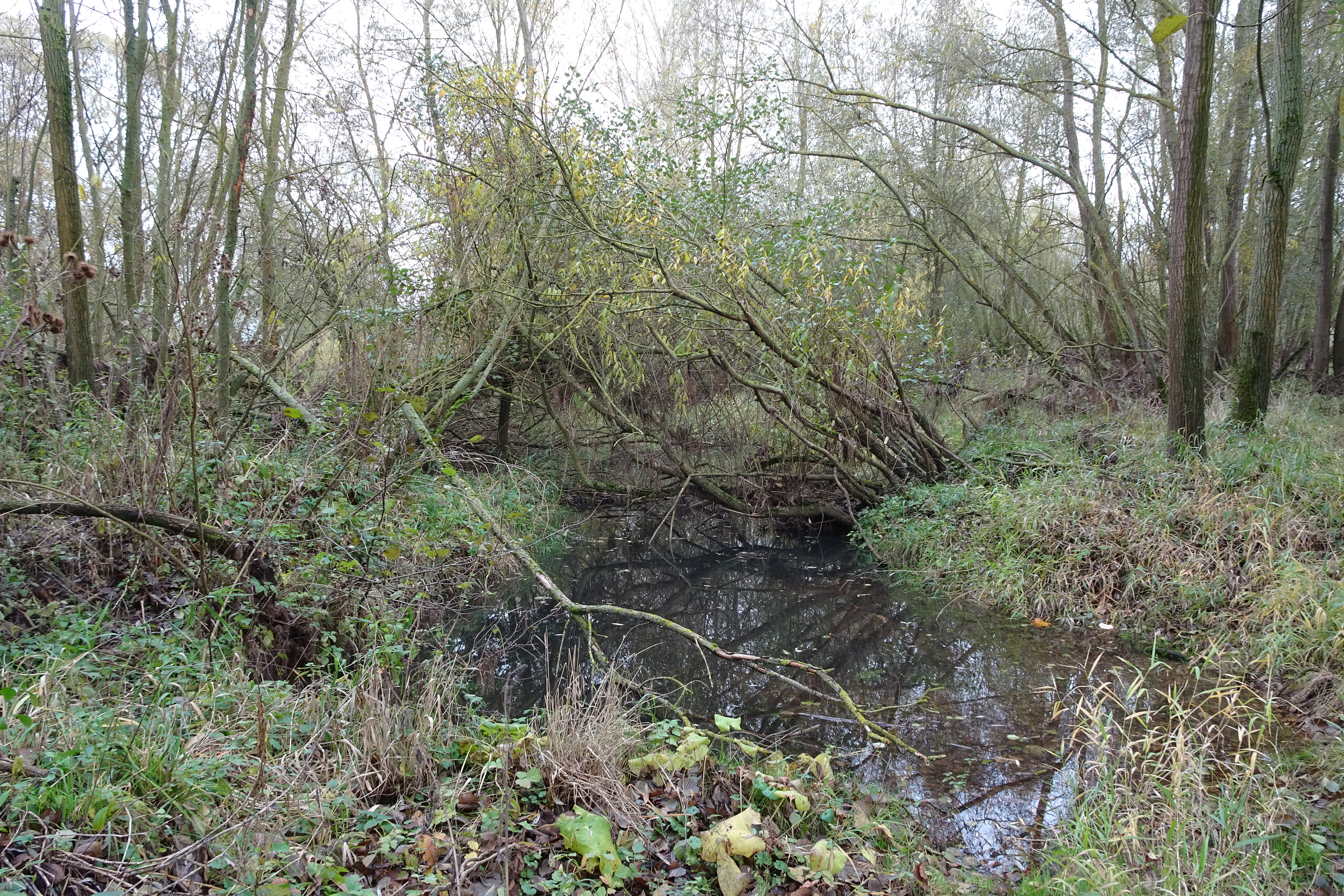
Nach der Beendigung des Kiesabbaues und der Renaturierungsarbeiten haben Auwaldgehölze fast alle vegetationsfreien Ufer besiedelt.

Bereits in der Zeit, als man die Kieslager in der Flussschleife noch ausbeutete, wurde mit den Renaturierungs- und Gestaltungsmaßnahmen begonnen. In Zusammenarbeit mit dem Kiesabbauunternehmen und den Naturschutzverbänden wurden die Uferbereiche so geformt, dass sich vielfältige Lebensräume entwickeln können. Das, im Rahmen von Ausgleichsmaßnahmen für Eingriffe in Natur und Landschaft durch den Neuausbau einer Eisenbahnstrecke angekaufte Gebiet, bekam Flachufer, Buchten, Flachwasserzonen und Inseln. Im Laufe von einigen Jahren konnten so die ausgekiesten Bereiche einem Regenerationsplan entsprechend gestaltet werden. Die Überwachung der Arbeiten wurde von Mitgliedern der Hessischen Gesellschaft für Ornithologie und Naturschutz übernommen.
Die Gestaltungsmaßnahmen blieben nicht ohne Erfolg. Das Gebiet ist mit seinen vielfältigen Flachwasserzonen zu einem wichtigen Brut-, Nahrungs- und Rastplatz für Vögel geworden. Bis 2003 konnten 65 Vogelarten nachgewiesen werden. Mit zweiundzwanzig, nach der Vogelschutzrichtlinie geschützten Arten erreichte das Naturschutzgebiet eine Spitzenstellung unter den rund siebzig Beobachtungsgebieten im mittleren Fuldatal.
Nach der Beendigung des Kiesabbaues und der Renaturierungsarbeiten entwickelte sich an den Ufern und auf den Inseln ein Auwald. Mit dem Verschwinden der vegetationsfreien Zonen verließen die früher zahlreich rastenden Watvögel das Schutzgebiet. Weil auch Verlandungsbereiche mit Röhrichten und einer Schwimmblattzonen fehlen, brüten nur noch wenige Wasservögel im Schutz der weit ins Wasser ragenden Äste der Weidengebüsche.
Zu den noch häufig nachgewiesenen Zug- und Rastvögeln gehören Zwergtaucher, Grau- und Silberreiher, Kormoran, Gänsesäger, Reiher- und Tafelente, Fischadler, Flussuferläufer und Eisvogel.
Das Naturschutzgebiet wird von dem Hessischen Forstamt Rotenburg und ehrenamtlichen Mitarbeitern des Naturschutzes betreut.

## Touristische Erschließung
Der Fulda-Radweg, der auch Hessischer Radfernweg R1 genannt wird, verläuft vom Sportplatz Baumbach nach Heinebach vorbei an der nordöstlichen Spitze des Schutzgebiets. Hier hatte ein Aussichtsturm zum Beobachten der Vogelwelt eingeladen. Nachdem er in einer Julinacht im Jahr 2018 komplett niederbrannte, ist ein Blick auf die Wasserfläche nur noch eingeschränkt möglich.